# Rade Prica
Rade Stanislav Prica (Ljungby, 30 giugno 1980) è un ex calciatore svedese, di ruolo attaccante.

## Biografia
È padre di Tim Prica, anch'egli calciatore professionista.

## Carriera
Durante la sua carriera ha segnato più di 180 gol. Con i club ha vinto 1 campionato svedese (1999), 1 campionato danese (2008), 2 campionati norvegesi (2009 e 2010), 1 Superfinalen (2010) e 1 campionato israeliano (2013).
Dal 2001 al 2008 è stato convocato dalla Nazionale svedese.
A livello individuale è stato capocannoniere sia del campionato danese (2007, 19 gol) sia di quello norvegese (2009, 17 gol).

## Palmarès

### Club
- Campionato svedese: 1

Helsingborg: 1999
- Campionato danese: 1

Aalborg: 2007-2008
- Campionato norvegese: 2

Rosenborg: 2009, 2010
- Superfinalen: 1

Rosenborg: 2010
- Campionato israeliano: 1

Maccabi Tel Aviv: 2012-2013

### Individuale
- Capocannoniere del campionato danese: 1

2006-2007 (19 gol)
- Capocannoniere del campionato norvegese: 1

2009 (17 gol)